# Chorizandra cymbaria
Chorizandra cymbaria är en halvgräsart som beskrevs av Robert Brown. Chorizandra cymbaria ingår i släktet Chorizandra och familjen halvgräs. Inga underarter finns listade i Catalogue of Life.